# 名偵探柯南 犯人·犯澤先生
《名偵探柯南 犯人·犯澤先生》是由日本漫畫家青山剛昌原作、神庭麻由子作畫的漫畫，以《名偵探柯南》中以黑影形式出現的犯人形象為主角，於《週刊少年Sunday S》2017年7月號開始連載。

## 登場角色

### 主要角色
犯澤先生／犯澤真人（／）
配音：蒼井翔太（日本）；胡霖（中國大陸）
本作主人公，因為心中有一位想殺的人（目標正是工藤新一，但動機未知），為了執行其殺人計劃而背井離鄉來到世界頂級的犯罪城市米花町。性格善良，喜歡可愛的小動物，來到米花町後在寵物店買了博美太郎。目前住在合租套房且在錄影帶出租店打工。時常會在腦海裡想像殺人計畫，但真正見到命案現場反應卻跟正常人一樣感到噁心想吐。對表妹沙希有好感。
博美太郎
配音：水瀨祈（日本）
白色的博美犬，犯澤向白馬探借了五十萬買下的寵物。

### 犯澤親屬
犯澤人江（／）
配音：浦和惠（日本）
犯澤先生的母親，說話帶有口音。
小咲
犯澤先生的表妹。
犯澤人正（／）
犯澤先生的堂兄弟。
犯澤人史（／）
犯澤先生的堂兄弟。
犯澤人花（／）
犯澤先生的姪女。
犯澤人音（／）
犯澤先生的姪女。
犯澤人也（／）
犯澤先生的侄子。
犯澤人志（／）
犯澤先生的叔父。

### 本作角色
林和夫（／）
配音：坂本賴光（日本）
64歳，房產中介公司「米花不動產」的經營者，曾經向初到米花的犯澤介紹各大凶宅，後被犯林殺害。
犯林努（／）
配音：榎木淳彌（日本）
22歲，合租房101室的租客，戴有毛線帽。在殺害林和夫後被捕。
管理員
配音：葵響（日本）
犯澤先生所住合租房的女性管理員，負責收取房租。
派對咖
配音：鈴木崚汰、遠藤綾、藤村花音、中村光樹、葵響、浦和惠、福西勝也、佐藤正幸（日本）
犯澤先生所住合租房的房客們，一群性格開朗的青年們，幾乎每天都會舉行派對。
大上祝二郎（／）
配音：稻葉實（日本）
49歲，設定與原作《被召集的名偵探》中被殺害的大上祝善相似。
天念和尚（／）
65歲，設定為山泥寺的新住持，相貌與原作《霧天狗傳說殺人事件》中的天永和尚酷似。
津川秀太郎（／）
59歲，設定為原作《圖書館殺人事件》中米花圖書館前館長津川秀治的胞兄，相貌與其弟相似但有小鬍子。

### 《名偵探柯南》角色
江戶川柯南
配音：高山南（日本）
原作《名偵探柯南》中的主角，在本作中經常會跟蹤犯澤先生，懷疑他是嫌犯。經常出現在命案現場，曾經在摩天輪上拯救了犯澤先生，在大人面前會裝成無辜的小孩子。
毛利蘭
配音：山崎和佳奈（日本）
原作《名偵探柯南》中的女主角，毛利小五郎的女兒，在本作中的身體素質異於常人，曾經在酒店中拯救了被敲詐的小五郎跟犯澤，可以空手接子彈，並且可以輕易的將刀子給折起來。由於其髮型被犯澤稱為「迷角女高中生」。本作刻意醜化毛利蘭在原作中的髮型以凸顯其特色。
毛利小五郎
配音：小山力也（日本）
毛利蘭的爸爸，經營毛利偵探事務所，本作中會亂丟脖子上的麻醉針，造成路上經常有麻醉針的針頭。
阿笠博士
配音：緒方賢一（日本）
在本作因為柯南常常麻醉毛利導致麻醉藥已經免疫，因此常常找犯澤先生來改良。
灰原哀
配音：林原惠（日本）
在本作試圖製作APTX-4869的解藥，因此常常找犯澤先生來實驗，而實驗費用直接叫阿笠博士的付錢，毒舌的情況比原作還要狠（常常叫阿笠博士老頭）。
小嶋元太
配音：高木涉（日本）
圓谷光彥
配音：大谷育江（日本）
吉田步美
配音：岩居由希子（日本）
鈴木園子
配音：松井菜櫻子（日本）
目暮十三
配音：茶風林（日本）
安室透
配音：古谷徹（日本）
鈴木次郎吉
配音：佐藤正治（日本）
茂木遙史
配音：堀內賢雄（日本）
槍田郁美
配音：篠原惠美（日本）
風見裕也
安室透在公安部的部下。本作中因為安室透的工作原因經常負責陪伴哈羅，並與飼養博美太郎的犯澤認識。

### 《名偵探柯南 零的日常》角色
哈羅
安室透養的寵物狗，本作中因為安室透的工作原因經常交由風見裕也飼養。

### 《》角色
怪盗基德
配音：山口勝平（日本）
在本作中被視為生存率之神，只要基德現身的時候米花町基本上都不會死人。曾被犯澤誤認為他想殺的對象，但後來發現他只是長得很像而已並不是他的目標。
白馬探
配音：石田彰（日本）
本作中是犯澤的同事，同時也是一名偵探，常常會因為有案件就請假前去調查。
寺井黄之助配音：野島昭生（日本）
中森銀三
配音：石井康嗣（日本）
小泉紅子
沖田總司
本作中被犯澤拜為師父（因為其髮型也有與毛利蘭相似的尖角而被犯澤認為實力高強）。

沖田總司的死對頭，本作中因和沖田總司在清水寺對峙而差點摧毀京都。

## 出版書籍
| 集數 | 小學館         | 小學館                 | 青文出版社     | 青文出版社             | 玉皇朝         | 玉皇朝                 | 长春出版社 | 长春出版社             |
| 集數 | 發售日期       | ISBN                   | 發售日期       | ISBN                   | 發售日期       | ISBN                   | 發售日期   | ISBN                   |
| ---- | -------------- | ---------------------- | -------------- | ---------------------- | -------------- | ---------------------- | ---------- | ---------------------- |
| 1    | 2017年12月18日 | ISBN 978-4-09-128027-5 | 2018年11月5日  | ISBN 978-986-356-662-5 | 2018年7月27日  | ISBN 978-988-8507-46-7 | 2024年7月  | ISBN 978-7-5445-7328-3 |
| 2    | 2018年4月11日  | ISBN 978-4-09-128226-2 | 2019年5月9日   | ISBN 978-986-356-936-7 | 2018年11月8日  | ISBN 978-988-8507-64-1 | 2024年7月  | ISBN 978-7-5445-7328-3 |
| 3    | 2018年10月18日 | ISBN 978-4-09-128564-5 | 2019年10月7日  | ISBN 978-986-512-079-5 | 2019年1月30日  | ISBN 978-988-8584-01-7 | 2024年7月  | ISBN 978-7-5445-7328-3 |
| 4    | 2019年4月10日  | ISBN 978-4-09-129180-6 | 2020年1月20日  | ISBN 978-986-512-187-7 | 2019年8月29日  | ISBN 978-988-8584-53-6 | 2024年7月  | ISBN 978-7-5445-7328-3 |
| 5    | 2019年12月18日 | ISBN 978-4-09-129450-0 | 2020年9月3日   | ISBN 978-986-512-449-6 | 2022年12月22日 | ISBN 978-988-8821-49-5 |            |                        |
| 6    | 2021年10月18日 | ISBN 978-4-09-850727-6 | 2022年8月25日  | ISBN 978-626-322-639-5 | 2023年1月11日  | ISBN 978-988-8821-50-1 |            |                        |
| 7    | 2022年9月15日  | ISBN 978-4-09-851256-0 | 2023年11月16日 | ISBN 978-626-362-597-6 | 2023年1月19日  | ISBN 978-988-8821-51-8 |            |                        |
| 8    | 2023年10月18日 | ISBN 978-4-09-852129-6 |                |                        |                |                        |            |                        |

## 反響
本作獲得全國書店店員推薦漫畫2019一般部門的第14名。

## 電視動畫
2021年10月4日，宣佈《名偵探柯南 犯人·犯澤先生》將改編成電視動畫，於2022年播放並在線上串流媒體平台Netflix獨家上線。

### 製作人員
- 原作：神庭麻由子、青山剛昌
- 導演：大地丙太郎
- 角色設計：
- 美術監督：中島麻由實
- 美術監修：中村千惠子
- 色彩設計：宮脇裕美
- 攝影監督：佐佐木明美
- 編輯：藤田育代
- 音響監督：浦上靖之、浦上慶子
- 音響效果：山田香織
- 音樂：安部純、武藤星兒
- 音響製作：AUDIO PLANNING U
- 動畫製作：TMS/第1工作室
- 製作：小學館集英社製作、TMS娛樂

### 主題曲
| 類別   | 曲名                          | 作詞 | 作曲 | 編曲 | 主唱     |
| ------ | ----------------------------- | ---- | ---- | ---- | -------- |
| 片頭曲 | 《》                          |      |      |      | 新濱萊昂 |
| 片尾曲 | 《Secret, voice of my heart》 |      |      |      | 倉木麻衣 |

### 劇集列表
| 話數 | 標題 （原文）                   | 分鏡       | 演出       | 作畫監督                       | 首播日期       |
| --- | ------------------------------- | ---------- | ---------- | ------------------------------ | -------------- |
| 1 | 犯人到來              | 大地丙太郎 | 佐藤雅子   | 石川慎亮、岩井伸之             | 2022年10月4日  |
| 犯澤先生搬到犯罪都市米花町，目的是殺死住在町內某處的對象，在找房子時發現房租特別便宜，房仲解釋這是很普通的凶宅，他介紹了大量類似的凶宅（皆為《名偵探柯南》本篇中的案發現場），並表示二十年來凶宅數量急速增加。因為非凶宅的租金高不可攀，犯澤遲遲無法決定要租哪間房。                                           |                                 |            |            |                                |                |
| 2 | 奇跡般的邂逅          | 大地丙太郎 | 佐藤雅子   | 津吹明日香                     | 2022年10月11日 |
| 犯澤決定和人合租凶宅，並對不斷談論凶殺案的房仲感到厭煩。犯澤在搬入新家後，認識了同樣對房仲懷有殺意的合租住客犯林，次日便從新聞得知房仲遭到殺害，而兇手犯林也遭到逮捕。 |                                 |            |            |                                |                |
| 3 | 螞蟻地獄              | 大地丙太郎 | 吉村あきら | 新谷憲                         | 2022年10月18日 |
| 在犯澤到市役所申請變更住址時，發現一堆市民都想將離開此處。之後他到警察署申請變更駕照的住址，發現警察忙著查緝殺人案，完全無法處理有意申請變更駕照住址的隊伍，犯澤直到次日才把事情辦完。 |                                 |            |            |                                |                |
| 4 | 漆黑的入浴            | 大地丙太郎 | 吉村あきら | 新谷憲                         | 2022年10月25日 |
| 犯澤入浴時因為沒有洗髮精而氣得想殺管理員，他到店裡買洗髮精，聽到合租住客說自己的閒話也心生殺意，所幸其它住客出言緩頰，並邀請他參加派對。之後犯澤到澡堂洗澡，並一同參加了派對。 |                                 |            |            |                                |                |
| 5 | 米花町狂想曲          | 大地丙太郎 | 山田晃     | 大友健一                       | 2022年11月1日  |
| 犯澤晚上夢見自己被逮捕，驚醒後因為睡不著而外出遊蕩，並在武器店買了菜刀防身。之後犯澤被酒店敲詐，正準備拿菜刀行兇，一旁的毛利蘭阻止了他，並將酒店人員擊飛。但犯澤發現自己的信用卡被武器店老闆盜刷，存款因而見底。                                                                                               |                                 |            |            |                                |                |
| 6 | 離開的倒數計時        | 大地丙太郎 | 山田晃     | 柳瀬譲二                       | 2022年11月8日  |
| 犯澤的財產所剩不多，並且為了房租而著急。他在找打工時遇見阿笠博士，阿笠博士雇用他測試（安裝在江戶川柯南的手錶型麻醉槍內的）麻醉針，讓犯澤直接睡了三星期，不過他也順利賺到足以撐到下個月的報酬。 |                                 |            |            |                                |                |
| 7 | 勞動者們的鎮魂歌      | 大地丙太郎 | 早瀬真紀子 | 廣中千恵美、WHITELINE、新谷憲  | 2022年11月15日 |
| 犯澤開始在光碟出租店打工，但到職首日，店長即被殺害。經過白馬探的一番推理，揪出凶手犯間，犯澤因此發現自己的同事不是臥底就是偵探，認真從事兼職工作的只有自己一人。 |                                 |            |            |                                |                |
| 8 | 下集柯南提示「毛球」  | 大地丙太郎 | 早瀬真紀子 | 柏原英里花                     | 2022年11月22日 |
| 犯澤打算訓練動物製造密室，他希望找勇猛忠誠的鬥犬，但實在買不起，並對寵物店內一隻可愛的博美狗念念不忘。正巧阿笠博士也有意養這隻博美，犯澤便向白馬探借錢，搶在他之前買下博美狗當寵物。 |                                 |            |            |                                |                |
| 9 | 穿搭之夜              | 大地丙太郎 | 江副仁美   | 石川慎亮                       | 2022年11月29日 |
| 犯澤的生活逐漸穩定後決定購買凶器，但他的室友都覺得他的打扮土氣，犯澤決定拿錢打點行頭。犯澤在買破洞牛仔褲時，發現店裡賣的都是遭到殺害的死者留下遺物，之後他偶遇琴酒，決定購買黑大衣，但在他穿上黑衣後卻遭到柯南跟蹤，又遭到降谷零率警包圍，迫使他換回原先的打扮。                                               |                                 |            |            |                                |                |
| 10 | 異次元的訪問者        | 大地丙太郎 | 江副仁美   | 林智子                         | 2022年12月6日  |
| 犯澤的母親到米花町觀光，並擅自到他打工的光碟出租店向他的同事打招呼，又到他的租屋處問候他的室友，犯澤因此和母親爭執。犯澤的母親黯然離去，並打算隔日到鈴木塔遊玩。次日，有犯罪者在鈴木塔裝設炸彈，犯澤匆忙趕去，才發現母親並不在塔內，兩人和好後，犯澤把打工放到一旁，和母親一起觀光。                           |                                 |            |            |                                |                |
| 11 | 哦！神籤              | 大地丙太郎 | 佐藤雅子   | 新谷憲、廣中千惠美、津吹明日香 | 2022年12月13日 |
| 犯澤驚覺自己仍未開始謀劃如何謀殺目標，便到神社祈願，希望神早日保佑他找到目標，但籤詩顯示此願望不會實現，並勸他多加行善。犯澤在撿垃圾時發現路上有大量的針，並發現這些針是毛利小五郎從後頸拔下來的，犯澤氣得想殺他洩恨，卻被毛利蘭嚇得落荒而逃。在犯澤沒有頭緒時，他突然在街上偶遇準備殺死的對象。               |                                 |            |            |                                |                |
| 12 | 第一個目標            | 大地丙太郎 | 佐藤雅子   | 齊藤千惠                       | 2022年12月20日 |
| 犯澤追著目標進入鈴木財團的廠房，發現園子正在指揮「生存率向上委員會」進行預演，預演的目的讓怪盜基德可以順利登場。這麼做的原因是《名偵探柯南》中，怪盜基德登場的章節通常比較少出現死者。在順利登場並表演魔術後，怪盜基德瀟灑地退場，當晚米花市也沒有發生兇殺案。犯澤持續尋找下手的目標，決心殺死對方並成為犯人。 |                                 |            |            |                                |                |

### 播放電視台
日本深夜動畫：下文記載的日本国内播放時間使用日本標準時間（UTC+9）表示。因為部分時間标识會採用30小时制，因此請留意这类超过24:00的时间，其實際播放時間為翌日清晨。
| 播放地區   | 播放電視台 | 播放日期                      | 播放時間（UTC+9）  | 所屬聯播網 | 備註 |
| ---------- | ---------- | ----------------------------- | ------------------ | ---------- | ---- |
| 東京都     | TOKYO MX   | 2022年10月3日－2022年12月19日 | 25時05分－25時15分 | 獨立局     |      |
| 近畿广域圈 | 读卖电视台 | 2022年10月3日－2022年12月19日 | 25時59分－26時09分 | NNS        |      |
| 日本全域   | BS日本     | 2022年10月4日－2022年12月20日 | 24時30分－24時40分 | NNS        |      |

## 外部連結
- アニメ「名探偵コナン 犯人の犯沢さん」公式サイト（日語）
- 名探偵コナン　犯人の犯沢さん【公式】的X（前Twitter）（日語）
- 在Netflix上觀看《名偵探柯南 犯人·犯澤先生》